# Хафелзе
Хафелзе (њем. Havelsee) град је у њемачкој савезној држави Бранденбург. Једно је од 38 општинских средишта округа Потсдам-Мителмарк. Према процјени из 2010. у граду је живјело 3.512 становника. Посједује регионалну шифру (AGS) 12069270.

## Географски и демографски подаци
Хафелзе се налази у савезној држави Бранденбург у округу Потсдам-Мителмарк. Град се налази на надморској висини од 39 метара. Површина општине износи 81,3 km². У самом граду је, према процјени из 2010. године, живјело 3.512 становника. Просјечна густина становништва износи 43 становника/km².